# Magyar Hírmondó
A Magyar Hírmondó volt az első magyar nyelvű hírlap, amelyet a megszűnése után egy másik azonos nevű hírlap követett.

## Az első Magyar Hírmondó

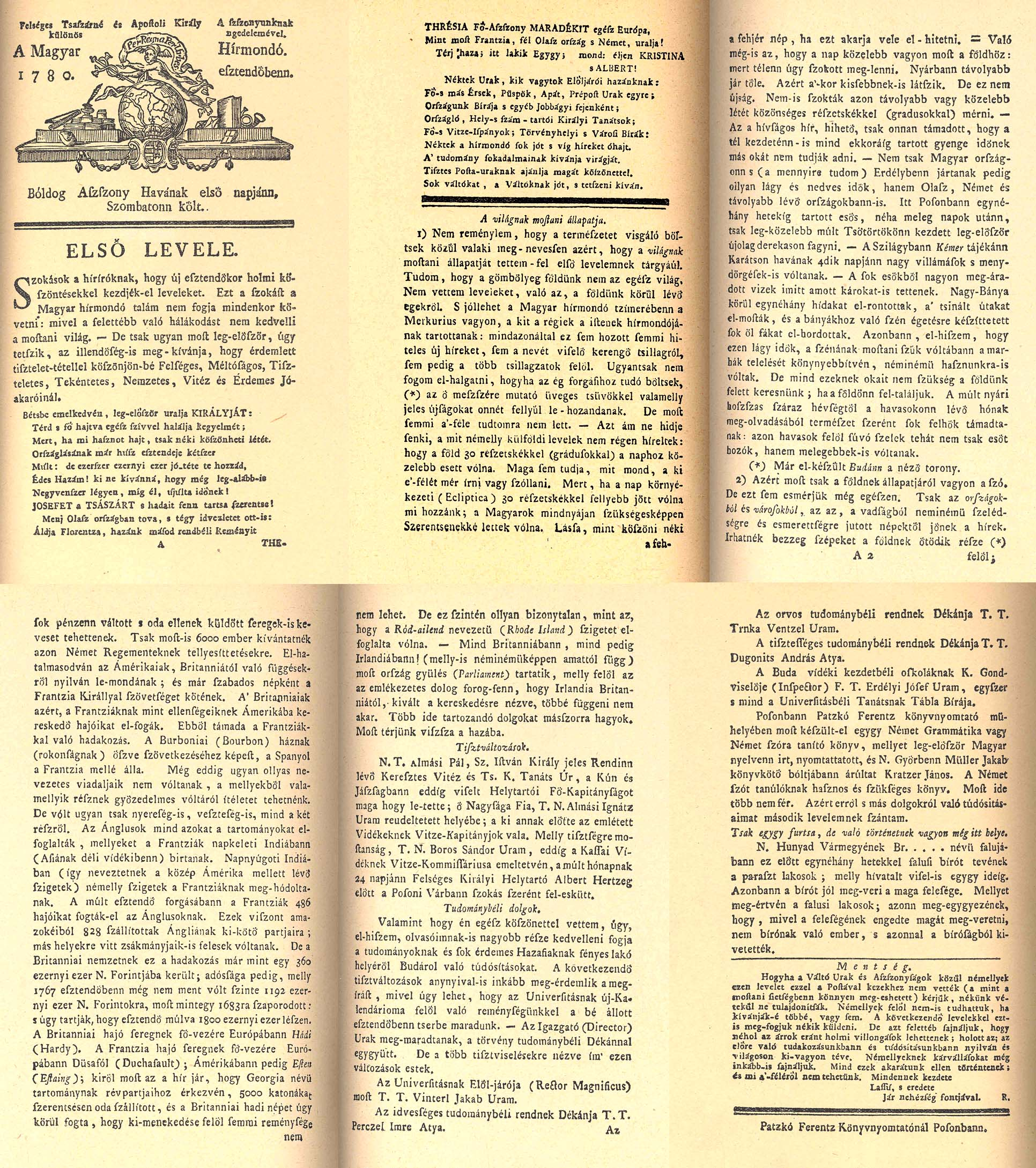
A Magyar Hírmondó első száma 1780-ból

Az első magyar nyelvű hírlapként 1780. január 1-jén, szombaton jelent meg Pozsonyban. Alapítója Rát Mátyás evangélikus lelkész volt. A hírlap Patzkó Ferenc Ágoston nyomdájában készült.
Ez volt az első magyarul szerkesztett újság, amelyben a napi eseményeken kívül tudományos, különösen statisztikai és gazdasági jellegű cikkek is megjelentek. Hetenként kétszer, kis nyolcrét alakban és félíves számokban jelent meg, amelyeket „Leveleknek” nevezett a szerkesztő. Éves előfizetési díja helyben 3 forint, vidéken 4 forint volt. A lap közölte többek között Gyarmathi Sámuel írásait.
Amikor Rát Mátyást 1782 végén győri evangélikus lelkésznek megválasztották, a szerkesztést Barczafalvi Szabó Dávidnak adta át. Rajta kívül 1783 elején még alistáli Máttyus Péter is a lap szerkesztője volt. A lapot 1783. december közepétől 1784. május 1-jéig Révai Miklós szerkesztette. 1784-ben barcafalvi Szabó Dávid és esztelneki Szacsvay Sándor voltak még a szerkesztők. 1785-ben Szacsvay Sándor, 1786-ban barcafalvi Szabó Dávid, 1787-ben Ungi Pál, 1788-ban Szabó Márton szerkesztették. Ekkor a 87. Levéllel a Magyar Hírmondó megszűnt. Melléklapja volt 1787 – 1788-ban a Pozsonyi Magyar Múzsa, szépirodalmi tartalommal. Előfizetőinek száma 1780-ban 318, míg 1784-ben 200 volt. Az első három évfolyamból 3 példány Madridba, 5 Franciaországba és több példány a hollandiai egyetemekre járt.

## A második Magyar Hírmondó
Bár nincs közvetlen összefüggésben az előbbivel, Görög Demeter és Kerekes Sámuel 1792. január 2-ától ugyancsak Magyar Hírmondó címen adták ki Bécsben hírlapjukat. A szerkesztő 1800-tól Sándorfy József, 1801-től Márton József, 1802. január 1-jétől 1803. május 27-éig Császár József volt. Megjelent hetenként kétszer, kis nyolcrét íven. A lap 1803. május 30-ával szűnt meg.